# گموندن آم ماین
شهر گموندن آم مایندر ایالت بایرن در کشور آلمان واقع شده‌است.